# Rectocolite hémorragique
 Mise en garde médicale
La rectocolite hémorragique (RCH) ou colite ulcéreuse est une maladie inflammatoire chronique intestinale (MICI) qui affecte l'extrémité distale du tube digestif, c’est-à-dire le côlon et le rectum qui est toujours touché. Son étiologie est inconnue, bien qu'une composante génétique constitue une hypothèse. Elle est classée dans les maladies auto-immunes. C'est une maladie qui agit par poussée et qui ne se guérit pas, ce qui nécessite un traitement médicamenteux à vie. L'objectif des traitements est que les rémissions durent le plus longtemps possible.
Son diagnostic repose essentiellement sur les examens cytologiques qui accompagnent les prélèvements lors d'une coloscopie.
Tout comme la maladie de Crohn, elle peut s'accompagner de manifestations extra-intestinales : articulaires, cutanées, oculaires, etc.
Les malades atteints de RCH ou de la maladie de Crohn sont parfois sujets à la laxophobie.

## Symptômes

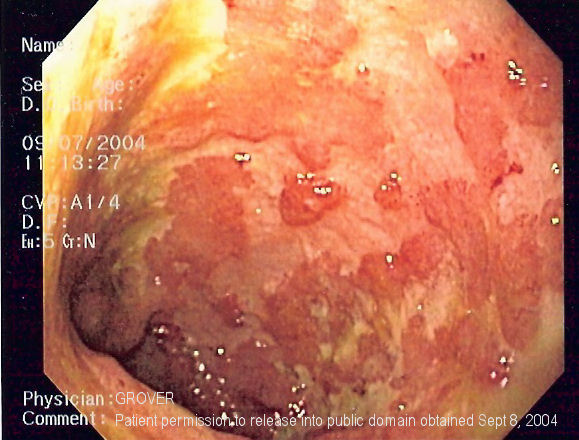
Image endoscopique d'une RCH affectant la partie gauche du côlon

La maladie évolue par poussées inflammatoires de la muqueuse du côlon, qui peuvent durer des mois et se répéter plusieurs fois par an, entrecoupées de période d'accalmie.
Le diagnostic de la RCH est posé sur un ensemble d'éléments cliniques et paracliniques. Le tableau clinique regroupe des signes digestifs et des signes extradigestifs.
Les symptômes digestifs sont principalement constitués d'une diarrhée chronique et sanglante (plusieurs semaines à plusieurs mois), hémorragique dans les poussées graves, très douloureuse et accompagnée fréquemment de glaires mélangées ou non aux selles. Les patients souffrent de brulures rectales (ténesme), de coliques expulsives et d'épreintes (faux besoins).
Il peut exister des manifestations extra-intestinales, principalement ostéoarticulaires (rhumatisme axial et périphérique) mais aussi hépatobiliaires (cholangites sclérosantes primitives), oculaires (conjonctivites et uvéites) ou cutanées (aphtes buccaux, érythèmes noueux, pyoderma gangrenosum).
La fatigue est un symptôme classique, présent même en dehors des poussées. Les poussées sévères s'accompagnent fréquemment d'amaigrissement, d'anémie et/ou de fièvre.

## Diagnostic
La coloscopie montre typiquement un aspect inflammatoire du côlon, naissant au niveau du rectum et remontant plus ou moins haut de manière continue. Cette continuité des lésions est parfois inconstante. La sévérité de la maladie dépend en partie de son extension.
La calprotectine fécale peut être utilisé comme un marqueur non invasif de l'activité de la maladie et pour évaluer la réponse à la thérapie ou une rechute.

## Diagnostic différentiel
Le diagnostic de la RCH peut être difficile à faire car la maladie peut avoir, à tort, été étiquetée comme un trouble fonctionnel digestif, intestinal (TFD, TFI ou colopathie fonctionnelle).
On peut facilement la confondre avec la maladie de Crohn (pouvant toucher tout le tube digestif), car la RCH est aussi une MICI (maladie inflammatoire chronique intestinale). Cependant, les ulcères causés par la maladie de Crohn tendent à être transmuraux (d'éroder toute l'épaisseur de l'intestin), alors que ceux associés à la RCH se limitent à la muqueuse et la sous-muqueuse . Au contraire de la maladie de Crohn, la RCH ou colite ulcéreuse se limite au gros intestin et au rectum, et ne peut toucher d'autres parties du tube digestif.
Si le diagnostic peut ne pas être porté avec certitude entre ces deux entités lors des premières poussées, on parle alors de colite indéterminée. Dans la plupart des cas, l'évolution de la pathologie et de ses signes cliniques permet, après plusieurs mois ou années, de finir par déterminer avec précision la maladie concernée et donc d'adapter au mieux la stratégie thérapeutique. Il arrive cependant que la colite reste indéterminée, le débat actuel étant de savoir si ce n'est pas une troisième entité des MICI.
Certaines colites infectieuses peuvent aussi présenter un tableau trompeur.

## Incidence - Prévalence
L'incidence est supérieure à celle de la maladie de Crohn et est estimée dans les pays occidentaux à entre 9 et 20 cas annuels sur 100 000 personnes. Les occidentaux sont plus touchés que les autres populations, notamment les blancs (2 à 5 fois plus). Elle débute préférentiellement chez les jeunes adultes entre 20 et 40 ans. Il existe des prédispositions familiales qui peuvent faire évoquer un facteur génétique.
En France, de nombreux nouveaux cas sont diagnostiqués chaque année (probablement de l'ordre de 2 000 à 2 500 cas), avec un nombre total de cas d'environ 40 000. La RCH est ainsi une maladie peu fréquente mais ne fait plus partie des maladies rares.

## Facteurs de risque et facteurs protecteurs
Les causes de cette maladie sont encore en grande partie inconnues. C'est une maladie auto-immune, ce qui signifie que le système immunitaire s'attaque à ses propres cellules.
Il existe une prédisposition génétique avec plusieurs gènes identifiés (20 % des malades ont un proche souffrant d'une MICI). La part génétique semble cependant plus en rapport avec la sévérité de la maladie qu'avec le risque de déclencher cette dernière. Plusieurs mutations favorisant la rectocolite hémorragique sont également associées avec la maladie de Crohn.
Un facteur déclenchant environnemental (infection bactérienne digestive) joue un rôle dans la survenue d'une cascade inflammatoire non contrôlée.
Il s'agit donc d'une maladie multifactorielle au même titre que la maladie de Crohn ou la polyarthrite rhumatoïde, autres maladies proches.
Les infections durant l'enfance pourraient être protectrices, ce qui expliquerait en partie la plus grande prévalence de la maladie dans les pays riches et dans les milieux urbains. Le tabagisme serait également protecteur avec même une possible aggravation de la maladie en cas d'arrêt du tabagisme. La survenue d'une appendicite durant l'enfance ou l'adolescence semble diminuer le risque ultérieur de survenue d'une rectocolite, une appendicectomie faite à titre systématique ne semblant, par contre, pas protectrice. L'explication de cette corrélation est peu claire.
Le stress ne semble pas avoir de rôle favorisant.
La maladie peut s'exacerber pendant une grossesse mais le fait d'allaiter serait protecteur.

## Physiopathologie
La physiopathologie de la rectocolite hémorragique reste peu connue.
La lésion concerne les cellules de l'épithélium digestif séparant la lumière (contenant le bol alimentaire avec de nombreux germes), du reste de l'organisme. Il n'est toutefois pas clair si cette lésion est cause de la maladie ou conséquence. Il existe ainsi une diminution de sécrétion de mucus, une altération des jonctions inter-cellulaires, une augmentation de l'apoptose (mort programmée cellulaire), ces dernières étant probablement secondaires à la sécrétion de plusieurs cytokines dont l'interleukine 13.
Les germes du tube digestif (microbiote commensal) semblent jouer un rôle : la maladie ne se développe pas dans un modèle animal dont le tube digestif a été stérilisé. Il existe des arguments pour que cela soit également le cas chez l'être humain.
Le facteur de nécrose tumorale-alpha (TNFα) est retrouvé en quantité élevée dans les selles et le mucus intestinal, même dans les phases inactives de la maladie, ce qui peut expliquer l'efficacité des médicaments ciblant cette molécule dans le traitement de la rectocolite hémorragique. Il existe également une composante immunologique avec une activation de certains lymphocytes T.

## Évolution
La maladie se caractérise par des phases de poussées entrecoupées de phases de rémissions. La sévérité des symptômes et le risque de récidive sont en rapport avec l'extension des lésions à la coloscopie.
Les complications sont, à court terme, la survenue d'une colectasie (dilatation toxique du côlon) ou une colite aigüe grave (poussée très sévère d'emblée).
Il existe, après 10 ans d'évolution, une majoration du risque de cancer colorectal. Ce risque est surtout important en cas d'atteinte étendue et nécessite une surveillance régulière par coloscopie. Le traitement médical au long cours par mésalazine ou par azathioprine pourrait diminuer le risque de cancérisation.
La mortalité ne semble pas être augmentée par rapport au reste de la population.

## Personnalités atteintes de rectocolite hémorragique
- Le Premier ministre japonais Shinzō Abe était atteint de cette maladie depuis l'adolescence. L'aggravation de son état de santé l'avait contraint à annoncer sa démission le 28 août 2020[30].
- Le chanteur Dan Reynolds du groupe Imagine Dragons, diagnostiqué à l'âge de 21 ans[31].
- Le militant de la diffusion libre de la connaissance Aaron Swartz était atteint de cette maladie, lui causant maux de ventre et épisodes dépressifs chroniques[32].
- L'actrice pornographique Sarah Shevon[33].

## Traitement
La prise en charge de la rectocolite hémorragique a fait l'objet de la publication de plusieurs recommandations. Les dernières européennes datent de 2008, celles américaines de 2019.

### Traitement d'attaque (aigu)
- Pour les poussées légères à modérées, on utilise des salicylés (5ASA/mésalazine) à forte dose. Dans les formes rectales, la voie d'administration locale (suppositoire) est préférable[35]. Dans les formes plus étendues, une double voie d'administration (orale et suppositoire) est choisie[36].
- Pour les poussées moyennes ne répondant pas aux salicylés, on peut utiliser des corticoïdes comme la béclométasone en comprimés gastro-résistants. La béclométasone est un corticoïde ayant l'avantage de n'agir que dans le côlon, il est donc quasiment dépourvu des effets secondaires classiques des corticoïdes. La réponse est bonne dans huit cas sur dix, avec cependant certaines formes exigeant la poursuite prolongée du traitement (cortico dépendance) dans un cas sur cinq[37].
- Pour les poussées moyennes et sévères, on prescrit plutôt des corticoïdes (comme la prednisolone) par voie générale (orale ou injectable).

Dans les formes corticodépendantes (si on diminue la dose de corticoïde les signes cliniques réapparaissent) ou corticorésistantes (même les corticoïdes ne permettent pas de faire disparaitre les signes cliniques), et aussi dans les formes sévères de la maladie on introduit de plus en plus un traitement par immunosuppresseur (azathioprine ou méthotrexate). Le gain d'efficacité reste cependant faible.
- Pour les poussées graves ou en cas d'échec des précédents traitements, on peut utiliser la ciclosporine[40] (immunosuppresseur), l'infliximab[41] ou l'adalimumab[42] (Inhibiteurs du TNF ou anti-TNF alpha).

Le tofacitinib est aussi utilisé pour traiter la maladie. Il y a un intérêt pour ses propriétés inhibiteurs de la Janus kinase 1 et 3.
Le filgotinib a été efficace dans un essai contre placebo sur une cohorte de 1 348 malades à la dose de 200 mg.
En 2024, le lusvertikimab, un antagoniste du récepteur de l'IL-7 — un anticorps monoclonal IgG4 ciblant la chaine IL-7Rα (CD127) — fait l'objet d'un essai clinique de phase 2.

### Chirurgie
Utilisée en dernier recours, la chirurgie est le seul traitement permettant de « guérir » la maladie (si le rectum et le côlon sont enlevés). Un tiers des formes sévères aboutissent à ce traitement (statistiques datant de la période d'avant l'utilisation des inhibiteurs du TNF).

### Traitement d'entretien (préventif)
Le traitement d'entretien utilise les salicylés (5ASA ou mésalazine) ou dans les formes plus sévères, l'azathioprine, la mercaptopurine ou la méthotrexate (immunosuppresseurs). Les patients ayant répondu à l'infliximab peuvent poursuivre ce traitement pour la prévention des récidives des rechutes.

### Régime
Le régime est d'un intérêt discuté car aucun essai clinique sérieux n'a été mené à ce sujet. Cependant les malades connaissent souvent des difficultés de digestion et sont sujets aux ballonnements. Il est recommandé d'éviter les aliments ou boissons aggravant ces symptômes.
Les probiotiques semblent avoir une efficacité pour entretenir la rémission de la rectocolite hémorragique,.

#### Régime pauvre en fibres
En cas de poussée, le régime pauvre en fibres est généralement conseillé car il améliore le confort en diminuant les diarrhées et les douleurs abdominales. Si ce régime pauvre en fibres est instauré, celui-ci doit être riche en protéines et il faut également compenser les pertes en eau et en sels minéraux (particulièrement fer et calcium).
La principale restriction pourrait aussi être la consommation de sel en cas de traitement par corticoïde (habituellement l'utilisation de ce dernier est limitée à la période de poussée de la maladie).
En dehors des poussées l'alimentation doit redevenir aussi normale et équilibrée que possible afin d'éviter une quelconque carence. Le patient doit néanmoins éviter les aliments non supportés selon sa tolérance personnelle.

#### Régime en glucides spécifiques
Le régime en glucides spécifiques exclut l'ingestion de certains glucides dits complexes. Cela affranchit le système digestif d'aliments qu'il ne peut pas digérer complètement. Ce régime semble procurer un mieux-aller pour certains patients.

### Traitement traditionnel alternatif
L'encens de Boswellia elongata (en), arbre à encens endémique au Yémen, est préconisé par des tradipraticiens pour lutter contre les inflammations, notamment (dans les douleurs) dentaires, articulaires et intestinales. Chez l'animal de laboratoire a été montrée la capacité des acides boswelliques extraits de l'encens à inhiber la production des leucotriènes, des molécules impliquées dans les mécanismes inflammatoires responsables de la maladie de Crohn et de la rectocolite hémorragique,.
La berbérine améliore un peu les symptômes. D'après une méta-analyse, la combinaison de probiotiques et de formules de médecine traditionnelle chinoise est plus efficace que l'acide 5-aminosalicylique. L'indigo naturel est hautement efficace contre la colite ulcéreuse pédiatrique mais peut causer des effets secondaires graves.
L'administration de Thymus kotschyanus a montré une amélioration des symptômes.

### Restauration de la barrière intestinale
L’atteinte de l’intégralité de la barrière intestinale et particulièrement le mucus est un des facteurs qui semble à être impliqué dans la pathogénie de la rectocolite hémorragique. Les phospholipides jouent ont un rôle important dans l’intégrité de cette barrière. La phosphatidylcholine composant principal représente plus de 90 % des espèces phospholipidiques, est en concentration significativement moindre chez les patients atteints de RCH. La substitution orale en phosphatydilcholine au cours d'une étude prospective, randomisée et contrôlée contre placebo, en double aveugle chez des patients atteints de RCH légère à modérée semble sûre mais inefficace.

#### Bactériothérapie fécale
La bactériothérapie fécale est un traitement médical développé à la fin du XXe siècle par le Dr Thomas J. Borody (en) et son équipe à Sydney, en Australie, principalement comme un traitement alternatif pour la colite pseudomembraneuse, il est à ce jour destiné à des patients souffrant de quelques maladies intestinales résistant aux traitements antibiotiques classiques, dont la RCH.
Pour la RCH, aucun agent pathogène n'a été trouvé à ce jour. Mais l'efficacité de la bactériothérapie fécale dans ce cas suggère que la cause de la RCH pourrait être une infection antérieure par un agent pathogène encore inconnu.
Cette infection initiale peut parfois se résoudre naturellement. Mais dans certains cas, un déséquilibre du microbiote intestinal du côlon pourrait conduire à un cycle inflammatoire (ce qui expliquerait la nature cyclique et récurrente de cette maladie). Ce cycle semble, au moins dans de nombreux cas, pouvoir être rompu par la recolonisation du côlon du malade par un complexe bactérien prélevé dans un intestin sain,. Certains médecins estiment que le traitement, effectué dans de bonnes conditions, est sûr et que de nombreux malades pourraient bénéficier de cette thérapie.

### Prise en charge en France
En France, la rectocolite hémorragique (RCH) fait partie de la liste des ALD (affections de longue durée) uniquement en cas d'invalidité avérée, prise en charge à 100 % du ticket modérateur (après la signature de l'accord par le patient et son médecin référent). D'autres droits sont ouverts, notamment pour les salariés, les jours de carence des arrêts de travail ne s'appliquent qu'au premier arrêt sur une période de trois années. Des indemnités journalières (IJ) sont donc versées à concurrence d'un maximum de 360 IJ pour une période de trois années consécutives. Ceci permet au malade de conserver une activité salariée sans pénaliser sa prise en charge médicale.